# Sarah Kullgren
Sarah Beatrice Victoria Kullgren (tidigare Havneraas), född 24 november 1993 i Norge, är en kommunpolitiker i Uppsala för Kristdemokraterna. Hon är sedan 2020 ordförande för Kristdemokratiska Kvinnoförbundet och sitter i Kristdemokraternas partistyrelse.
Kullgren flyttade till Sverige från Norge 2007 och har studerat statsvetenskap och medie- och kommunikationsvetenskap vid Uppsala universitet. Hon har varit generalsekreterare och jämställdhetspolitisk talesperson för Kristdemokratiska ungdomsförbundet. Kullgren kandiderade för Kristdemokraterna i valet till Europaparlamentet 2019 på plats 15.
I april 2020 utsågs Kullgren till ordförande för Kristdemokratiska Kvinnoförbundet. I januari 2021 kritiserades hon internt för hur hon förklarade sitt tidigare engagemang i abortfrågor. Kritiken kom efter att Dagens Nyheter skrivit om hennes tidigare plats i styrelsen för Föreningen Människovärde och föregående inblandning i andra abortkritiska organisationer.
Sarah Kullgren är gift med landsbygdsminister Peter Kullgren, även han kristdemokrat.